# 法勞尼河
21°48′09″S 48°09′58″E / 21.80250°S 48.16611°E
法勞尼河，是馬達加斯加的河流，位於該國東部，由法土法韋-非圖韋那尼區負責管轄，河道全長150公里，流域面積2,761平方公里，最終注入印度洋。